# Bedworth
Bedworth är en stad i grevskapet Warwickshire i England. Staden ligger i distriktet Nuneaton and Bedworth, cirka 8 kilometer nordost om Coventry och cirka 5 kilometer söder om Nuneaton. Tätortsdelen (built-up area sub division) Bedworth hade 30 648 invånare vid folkräkningen år 2011. Bedworth nämndes i Domedagsboken (Domesday Book) år 1086, och kallades då Bedeword.